# Gnosjöregionen
Gnosjöregionen, også kaldet GGVV-regionen, er betegnelsen på et område i det vestlige Småland i Sverige, som omfatter kommunerne Gislaved, Gnosjö, Vaggeryd og Värnamo. 
Regionen har et større antal småindustrier og virksomheder og en lav arbejdsløshed.

## Ekstern henvisning
- Gnosjöregionens hjemmeside